# Birgitte Wilbek
Birgitte Wilbek (født Harms 28. november 1928 i Hørsholm) var dansk landsholdspiller i både håndbold og basketball.
Birgitte Wilbek blev udtaget til basketballlandsholdet 14 gange og deltog i to Europamesterskaber. I håndbold spillede hun samtlige 32 landskampe i perioden 1949-1957  og vandt DM med FIF i 1956. Hun afsluttede karrieren, efter at det første verdensmesterskab var afholdt i 1957. I en periode fra 1963 var hun landstræner for kvindelandsholdet i håndbold sammen med Else Birkmose. Det var første gang, at en kvinde stod i spidsen for det danske kvindelandshold. Det var samme post, som hendes søn Ulrik Wilbek havde op gennem 1990'erne.
Efter afsluttet læreruddannelsen fra Blågård Seminarium 1953, blev hun ansat på Trongårdsskolen i Lyngby og var skoleinspektør på fra 1979. 1964 Var hun med til at at stifte atletikklubben Trongårdens Idrætsforening. Hun var 1964-1982 formand for TIF og fik i 1971 tildelt Lyngby-Taarbæks idrætspris for sin helt enestående indsats for klubben. 1985-1991 var Birgitte Wilbek medlem af bestyrelsen og formand for repræsentantskabet for Team Danmark.
Birgitte Wilbek blev 1955 gift med Erik Wilbek, som var dansk landsholdspiller i basketball og deltog i EM 1951 og 1953.
Parret er forældre til Ulrik Wilbek, dansk landstræner i håndbold og deres niece Lise Wilbek var dansk mester på 100 og 200 meter 1977. I 1983 blev Birgitte Wilbek gift med landsretssagfører Svend Oluf Hansen.
Birgitte Wilbek bor i dag i Viborg.